# La chiave (romanzo)
La chiave è un romanzo scritto dal giapponese Jun'ichirō Tanizaki nel 1956.

## Trama
Nel libro vengono riportati, alternandoli, i diari di un professore cinquantaseienne e della moglie di lui, di una decina di anni più giovane. Il professore ha deciso di rendere più interessanti i propri rapporti sessuali con la moglie stimolandosi grazie alla gelosia provocatagli dalla sempre più intensa attrazione che la donna prova per il signor Kimura, un amico di famiglia. Il marito tende a favorire tale nascente passione mentre cerca anche di sostenere la propria declinante virilità con vari farmaci.
La chiave citata nel titolo fa riferimento alla chiave del cassetto dove l'uomo conserva il proprio diario lasciato intenzionalmente in vista, con la velata speranza che sua moglie, approfittandone, legga segretamente il diario e si comporti poi secondo le aspettative del marito.

## Personaggi
- Il marito (un professore di 56 anni);
- Ikuko, sua moglie (45 anni);
- Toshiko, la loro figlia, in "età da marito";
- sig. Kimura, amico di famiglia.

## Adattamenti cinematografici
Dalla storia furono tratti il film La chiave, diretto nel 1960 dal regista giapponese Kon Ichikawa, e l'omonimo La chiave, diretto invece dall'italiano Tinto Brass nel 1983 e ambientato in Italia ai tempi del Fascismo.

## Edizioni
- Jun'ichirō Tanizaki, La chiave, Oscar, Arnoldo Mondadori Editore, 1971,  pp.179, ISBN.
- Jun'ichirō Tanizaki, La chiave, traduzione di Satoko Toguchi, Sonzogno, 1987,  pp.126.
- Jun'ichirō Tanizaki, La chiave, traduzione di Satoko Toguchi, Tascabili, Bompiani, 2009,  pp.126, ISBN 88-452-4374-5.